# Губернатор Новгородской области
Губернатор Новгородской области — высшее должностное лицо Новгородской области.

## Список губернаторов
| № | Руководитель                          | Руководитель    | Способ получения должности | Срок полномочий                                                                                | Партийность | Партийность     |
| - | ------------------------------------- | --------------- | --- | ---------------------------------------------------------------------------------------------- | ----------- | --------------- |
| 1 | Михаил Михайлович Прусак (1960–)      |                 | Указ президента РСФСР Бориса Ельцина от 24.10.1991 года № 158 «О главах администрации Курганской, Магаданской, Новгородской и Смоленской областей», выборы 17 декабря 1995 (56,17 %), выборы 5 сентября 1999 (91,56 %), выборы 7 сентября 2003 (78,73 %) | 24 октября 1991 — 3 августа 2007 (до января 1996 как глава администрации Новгородской области) |             | ПРЕС            |
| 1 | Михаил Михайлович Прусак (1960–)      | «НДР»           | Указ президента РСФСР Бориса Ельцина от 24.10.1991 года № 158 «О главах администрации Курганской, Магаданской, Новгородской и Смоленской областей», выборы 17 декабря 1995 (56,17 %), выборы 5 сентября 1999 (91,56 %), выборы 7 сентября 2003 (78,73 %) | 24 октября 1991 — 3 августа 2007 (до января 1996 как глава администрации Новгородской области) |             |                 |
| 1 | Михаил Михайлович Прусак (1960–)      | ДПР             | Указ президента РСФСР Бориса Ельцина от 24.10.1991 года № 158 «О главах администрации Курганской, Магаданской, Новгородской и Смоленской областей», выборы 17 декабря 1995 (56,17 %), выборы 5 сентября 1999 (91,56 %), выборы 7 сентября 2003 (78,73 %) | 24 октября 1991 — 3 августа 2007 (до января 1996 как глава администрации Новгородской области) |             |                 |
| 1 | Михаил Михайлович Прусак (1960–)      | «Единая Россия» | Указ президента РСФСР Бориса Ельцина от 24.10.1991 года № 158 «О главах администрации Курганской, Магаданской, Новгородской и Смоленской областей», выборы 17 декабря 1995 (56,17 %), выборы 5 сентября 1999 (91,56 %), выборы 7 сентября 2003 (78,73 %) | 24 октября 1991 — 3 августа 2007 (до января 1996 как глава администрации Новгородской области) |             |                 |
| 2 | Сергей Герасимович Митин (1951–)      |                 | 7 августа 2007 наделён полномочиями депутатами Новгородской областной думы по представлению президента РФ Владимира Путина, выборы 14 октября 2012 (75,95 %)                                                                                             | 7 августа 2007 — 13 февраля 2017 (врио 3 — 7 августа 2007, 8 августа — 20 октября 2012)        |             | «Единая Россия» |
| 3 | Андрей Сергеевич Никитин (1979–)      |                 | назначение президентом РФ Владимиром Путиным 13 февраля 2017 года, выборы 10 сентября 2017 (67,99 %), выборы 9—11 сентября 2022 (77,03 %) | 14 октября 2017 — 7 февраля 2025 (врио 13 февраля — 14 октября 2017)                           |             | «Единая Россия» |
| — | Александр Валентинович Дронов (1979–) |                 | исполнение обязанностей по должности до назначения президентом РФ, как первый заместитель губернатора Новгородской области, утверждение президентом РФ Владимиром Путиным как врио 5 марта 2025 года                                                     | 7 февраля 2025 — н. в.                                                                         |             | «Единая Россия» |